# Протестантизм в Руанде
Протестантизм в Руанде — одно из направлений христианства в стране. По данным исследовательского центра Pew Research Center в 2010 году в Руанде проживало 4,61 млн протестантов, которые составляли 43,4 % населения страны. Доля протестантов в общем населении страны неуклонно растёт: в 1960 году они составляли 6,5 % жителей Руанды, в 1980 — 21,8 %; в 2000 — 30,2 %.

## Исторический обзор
Первыми протестантскими миссионерами на территории Руанды были немецкие лютеране из Вефильской миссии, которые прибыли в страну в 1907 году. Вскоре они основали 8 миссионерских станций и занялись переводом четырёх Евангелий на руандийский язык. Однако после установления в Руанде бельгийской администрации в 1916 году немецкие миссионеры вынуждены были покинуть район.
После 1921 году миссионерскую работу лютеран продолжило Бельгийское протестантское миссионерское общество (реформаты). В дальнейшем к бельгийцам присоединились реформаторы из Швейцарии и Голландии. В 1959 году была сформирована Евангельская пресвитерианская церковь в Руанде; в 1967 году церковь изменила название на Пресвитерианскую церковь в Руанде.
В 1920 году бельгиец Давид Делхов основал в Рухенгери первую адвентистскую миссию.
В 1914—1916 годах район посещали англиканские миссионеры из соседней Уганды. С 1921 года в стране действует Церковное миссионерское общество. Первое крещение англикане провели в 1926 году. В середине 1930-х годов среди англиканских церквей Руанды началось духовное пробуждение, перекинувшееся на всю восточную Африку и значительно увеличившее число прихожан. В 1992 году была сформирована Епископальная церковь Руанды; в 2007 году организация сменила название на «Англиканская церковь Руанды».
В 1938 году в страну прибыли датские баптистские миссионеры. Их служение оформилось в Союз баптистских церквей Руанды. Чуть позже, в 1965 году из соседнего Конго в страну прибыли миссионеры Зарубежного миссионерского общества. Их миссионерское служение на севере страны (в Гисеньи и Рухенгери) привело к созданию Ассоциации баптистских церквей Руанды, которая была зарегистрирована правительством в 1967 году.
В 1940 году в Руанды прибыли пятидесятники из Шведской свободной миссии. Впоследствии, их миссия оформилась в Ассоциацию пятидесятнических церквей Руанды. Впоследствии в стране начали служение и другие пятидесятнические церкви: Церковь Бога пророчеств (в 1982), Церковь Бога (в 1988), Международная церковь четырёхстороннего Евангелия (в 1993), Пятидесятническая церковь «Елим» (в 1995), Пятидесятнические ассамблеи Канады (в 1998).
Свободная методистская церковь действует в стране с 1942 года; Новоапостольская церковь — с 1960; плимутские братья — с 1961; квакеры — с 1986 года.

## Современное состояние
Крупнейшими протестантскими конфессиями Руанды являются англикане, адвентисты и пятидесятники.
В 2010 году англиканская церковь Бурунди объединяла 1,15 млн прихожан. Церковь делится на 9 епархий.
По оценке правительства страны более миллиона жителей Руанды являются прихожанами Церкви адвентистов седьмого дня (11,1 % в 2006 году). По собственным данным церкви, в 2011 году крещёнными членами 1472 адвентистских церквей страны были 446 тыс. человек.
Крупнейшая пятидесятническая церковь — Ассоциация пятидесятнических церквей Руанды объединяет 1 млн верующих. Другие пятидесятнические деноминации добились меньшего успеха: Пятидесятническая церковь «Елим» (18 тыс. в 2000 году); Церковь Бога (13 тыс. в 2000 году); Пятидесятнические ассамблеи Бога (11 тыс. в 2000 году); Церковь четырёхстороннего Евангелия (2 тыс. в 2000 году); Пятидесятническая церковь Бога (1,5 тыс. в 2013 году); Церковь Бога пророчеств (1 тыс. в 2000 году); Объединённая пятидесятническая церковь (1 тыс.в 2000 году).
Баптисты Руанды (632 тыс., вместе с детьми) объединены в 4 крупных союза: Союз баптистских церквей (258 тыс. крещённых членов); Сообщество христианских церквей в Африке (50 тыс. членов); Ассоциацию баптистских церквей Руанды (40 тыс. членов) и Реформаторскую баптистскую конвенцию Руанды (18 тыс. членов).
Пресвитерианская церковь в Руанде объединяет 300 тыс. верующих. Свободная методистская церковь насчитывает 130 тыс.прихожан. Движение святости представлено в Руанде назарянами (42 тыс.) и Церковью Бога (Андерсон, Индиана; 20 тыс.). Среди остальных протестантских групп следует назвать лютеран (40 тыс.), Новоапостольскую церковь (28 тыс.), плимутских братьев (6 тыс.) и квакеров (4 тыс.).
Евангельские церкви страны объединены в Евангелический альянс Руанды, связанный со Всемирным евангельским альянсом. Традиционные протестантские церкви объединены в Протестантский совет Руанды, входящий во Всеафриканскую конференцию церквей и Всемирный совет церквей.